# Padrasto
Um padrasto é um homem casado com alguém já com filhos, em relação aos filhos dessa pessoa. Diz-se que, por exemplo, quando uma mulher se divorcia do pai de seus filhos ou se torna viúva, o homem com quem ela se casa passa a ser o padrasto de seus filhos. Os filhos, neste caso, são, em relação ao padrasto, denominados enteados.
Em geral, a condição de "pai substituto" é considerada frágil, já que o interesse acerca das crianças é visto como temporário e existente apenas enquanto durar o relacionamento do casal, ao contrário do que em regra acontece com o pai biológico ou adotivo. Sendo assim, é comum que enteados questionem ou até mesmo confrontem seus padrastos, apesar de reconhecerem a sua importância para a mãe.